# Sevilla királyainak listája
Az alábbi lista a rövid ideig fennálló Sevillai Királyság uralkodóit tartalmazza. Az állam a Córdobai Kalifátus helyén alakult ki a 11. század elején, de már a század végére meg is szűnt.
| |                                   |                |                                                                              |
| Uralkodó                                                                                                 | Uralkodott                        | Neve átírásban | Megjegyzés                                                                   |
| Abbádid-ház                                                                                              |                                   |                |                                                                              |
| Abu al-Kászim (*984?)                                                                                    | király: 1023 – †1042. január 25.  |                | A córdobai kalifa megbuktatása után (1031) függetlennek nyilvánította magát. |
| Abu Amr Abbad                                                                                            | király: 1042 – †1069. február 28. |                | Abu al-Kászim fia.                                                           |
| Al-Mutamid (*1040)                                                                                       | király: 1069 – 1091, †1095        |                | Abu Amr Abbad fia.                                                           |
| 1091-ben Juszuf marokkói szultán megfosztotta Al-Mutamidot trónjától, országát pedig Marokkóhoz csatolta |                                   |                |                                                                              |

## Fordítás
- Ez a szócikk részben vagy egészben  a   Taifa of Seville című angol Wikipédia-szócikk fordításán alapul.  Az eredeti cikk szerkesztőit annak laptörténete sorolja fel. Ez a jelzés csupán a megfogalmazás eredetét és a szerzői jogokat jelzi, nem szolgál a cikkben szereplő információk forrásmegjelöléseként.